# Pulau Yiew
Pulau Yiew är en ö i Indonesien.   Den ligger i provinsen Maluku Utara, i den nordöstra delen av landet, 2 600 km öster om huvudstaden Jakarta. Arean är 0,33 kvadratkilometer.
Terrängen på Pulau Yiew är platt. Den sträcker sig 0,6 kilometer i nord-sydlig riktning, och 1,1 kilometer i öst-västlig riktning.